# Angriff auf die Menarscha-Synagoge
Der Angriff auf die Menarscha-Synagoge war ein religiös motivierter antijüdischer Anschlag von Muslimen in Syrien am 5. August 1949 im jüdischen Viertel von Damaskus. Bei dem Granatenangriff starben zwölf Juden, die meisten von ihnen Kinder.

## Hintergrund und Ablauf
Die Situation für Syriens Juden verschlechterte sich in den späten 1930er Jahren, als der Arabische Aufstand in Palästina zu wachsender Feindseligkeit gegen Juden und den Zionismus im Allgemeinen führte. Mit der politischen und wirtschaftlichen Instabilität nach der Unabhängigkeit Syriens 1946 zog der zunehmende religiöse Eifer von Muslimen und der antiwestliche arabische Nationalismus einen immer lauter werdenden antijüdischen Ton nach sich. Nach der Etablierung des Staates Israel im Jahre 1948 sahen sich die Juden in Syrien größerer Diskriminierung ausgesetzt, da die Regierung schärfere Restriktionen gegen sie durchsetzte. Während dieser Periode wurden Juden und ihr Eigentum Ziel von antisemitischen Attacken.
Freitagnacht, am 5. August 1949, wurden mehrere Granaten auf die Menarscha-Synagoge in der Hauptstadt Damaskus abgefeuert. 12 Juden, acht von ihnen Kinder, wurden getötet und über 30 weitere schwer verletzt. Der Angriff wurde so geplant, dass er zeitlich mit der Lausanner Konferenz zusammentraf, welche dem Waffenstillstandsabkommen von 1949 folgte, das zwischen Israel und Syrien am 20. Juli 1949 unterzeichnet wurde. Ein gleichzeitiger Angriff fand gegen die Zentralsynagoge von Aleppo statt und führte zum Tod mehrerer Juden.
Der syrische Präsident Husni al-Za'im sandte seine personelle Vertretung, um die Verwundeten zu besuchen und ordnete an, die Verantwortlichen „auf alle Fälle“ zu ergreifen. Die syrische Polizei schrieb die Attacken einer Untergrundbewegung zu, die unter dem Namen Arab Redemption Suicide Phalange operiere, und verhaftete mehrere Verdächtige. Am 9. August gestand ein siebzehnjähriger syrischer Veteran des Arabisch-Israelischen Krieges von 1948, dass er und zwei Freunde hinter den Angriffen gesteckt hätten. Präsident al-Za'im ordnete die Hinrichtung der Angeklagten an, allerdings fand wenige Tage später der Staatsstreich des Oberst Sami al-Hinnawi statt, und al-Za'im selbst wurde hingerichtet. Im Jahre 1950 wurden die Inhaftierten, die mit den Angriffen in Verbindung gebracht wurden, aufgrund eines angeblichen „Fehlens von Beweisen“ freigesprochen.